# Prionopeza serrulata
Prionopeza serrulata är en mångfotingart som beskrevs av Carl Graf Attems 1953. Prionopeza serrulata ingår i släktet Prionopeza och familjen Trigoniulidae. Inga underarter finns listade i Catalogue of Life.